# Racine (Ohio)
Racine es una villa ubicada en el condado de Meigs en el estado estadounidense de Ohio. En el Censo de 2010 tenía una población de 675 habitantes y una densidad poblacional de 596,38 personas por km².

## Geografía
Racine se encuentra ubicada en las coordenadas 38°58′8″N 81°54′44″O / 38.96889, -81.91222. Según la Oficina del Censo de los Estados Unidos, Racine tiene una superficie total de 1.13 km², de la cual 1.13 km² corresponden a tierra firme y (0%) 0 km² es agua.

## Demografía
Según el censo de 2010, había 675 personas residiendo en Racine. La densidad de población era de 596,38 hab./km². De los 675 habitantes, Racine estaba compuesto por el 98.07% blancos, el 0.3% eran afroamericanos, el 0% eran amerindios, el 0% eran asiáticos, el 0% eran isleños del Pacífico, el 0.15% eran de otras razas y el 1.48% pertenecían a dos o más razas. Del total de la población el 0.3% eran hispanos o latinos de cualquier raza.